# 栗田貴司
栗田 貴司（くりた たかし）は、日本の作曲家、編曲家。男性。埼玉県出身。株式会社バードランドミュージックエンタテインメント所属。

## 楽曲提供

### アーティスト
浅倉一男
- 「I will be there」（編曲）
- 「LIKE A MOON」（編曲）
- 「ever-last-ing」（編曲）
- 「恋のキズアト」（編曲）
- 「UN BUN Rock through the night」（編曲）
- 「ぼくらのビート」（編曲）
- 「抱きしめたい」（編曲）

北見綾野
- 「ハッピー!やきとりの歌」
- 「マシュマロみたいな恋」
- 「まもってあげたい」

落合祐里香
- 「ごういんぐマイウェイ(^-^)b」
- 「Brilliant heart」
- 「Again」

Shifa
- 「SNS症候群」（編曲）

### テレビアニメ
ふしぎ星の☆ふたご姫 Gyu!
- エンディングテーマ「チュルッチュ☆ロック!」

チーズスイートホーム あたらしいおうち
- オープニングテーマ「チーさな大冒険」（松本梨香）

### その他
沖縄プロレス
- 「沖縄プロレステーマ」
- 「スペル・デルフィンのテーマ」
- 「怪人ハブ男のテーマ」
- 「ミル・マングースのテーマ」
- 「キャプテンザックのテーマ」

大阪プロレス
- 「ビリ－ケンキッドのテーマ」
- 「小峠篤志のテーマ」
- 「秀吉のテーマ」
- 「秀吉&政宗タッグテーマ」
- 「SATURDAY NIGSH STORYのテーマ」